# اتحاد جرينلاند لكرة القدم
اتحاد جرينلاند لكرة القدم (بالجرينلاندية: Kalaallit Nunaanni Isikkamik Arsaattartut Kattuffiat ; بالدنماركية: Grønlands Boldspil-Union) هو اتحاد رياضي يجمع نوادي كرة القدم في جرينلاند، وهو المهتم بتنظيم المسابقات المحلية والمباريات الدولية لمنتخب جرينلاند.

تم تأسيس هذا الاتحاد سنة 1971، وهو لا ينتمي لا إلا الفيفا ولا إلا الكونكاكاف ولا إلا اليويفا لأن جرينلاند تتمتع بالحكم الذاتي لكنها ليست مستقلة دوليا وهي تتبع الدنمارك، بينما هو عضو في مجلس الاتحاد الجديد منذ سنة 2005.

يتكون الاتحاد وينتمي له 76 نادي يلعب في البلاد، يشكلون 4000 فرد، يعني أقل بقليل من 10% من إجمالي الشعب.

اتحاد جرينلاند لكرة القدم ينتمي وطنيا إلى اتحاد جرينلاند الرياضي.

## مقالات ذات صلة
- كرة القدم في جرينلاند
- الرياضة في جرينلاند

## روابط خارجية
- الموقع الرسمي.